# Maybach MD 871
Der Maybach-Motor MD 871/872 ist ein schnelllaufender Hochleistungs-Dieselmotor der Maybach-Motorenbau GmbH zum Einbau in schnelle Marineboote, Patrouillenfahrzeuge und Yachten.

## Bauart
Der MD 871/872 ist ein Viertakt-Dieselmotor mit 16 Zylindern in 60 Grad V-Anordnung. Das Motorengehäuse besteht aus geschweißten Stahlgussteilen in Tunnelbauweise. Die Kurbelwelle ist durch ihre Scheibenbauweise sehr torsionsfest, jede Scheibe läuft in großen Rollenlagern und ist axial durch ein Rillenlager fixiert. Die Gabelpleuel und die Nebenpleuel laufen in Gleitlagern. Die druckölgekühlten Kolben bestehen aus zwei Teilen. Das Aluminiumkolbenhemd hat zwei Ölabstreifringe, der aufgeschraubte Stahlkolbenboden hat drei Kompressionsringe.
Die nassen Zylinderlaufbuchsen sind auswechselbar. Die Zylinderköpfe sind einzeln abnehmbar und haben sechs Ventile um die zentrale Brennkammer angeordnet sowie ein Einspritzgerät, in dem Einspritzpumpe und Düse ein Bauteil bilden. Über den Zylinderköpfen  ist ein durchgehendes Zylinderkopfoberteil angebracht mit jeweils zwei Nockenwellen, Schwinghebeln mit hydraulischem Ventilspielausgleich sowie die Bedienelemente für die Einspritzgeräte, die von der Einlassnockenwelle gesteuert werden. Den unteren Abschluss des Motors bildet die aus Stahlblech geschweißte Ölwanne. Der Motor ist nicht umsteuerbar und linkslaufend. Die beiden Abgasturbolader liegen im Zylinder-V und haben Ladeluftkühler.

## Scheibenkurbelwelle
Die Kurbelwelle ist neunfach gelagert und alle Lagerstellen sind induktiv gehärtet. Die scheibenförmigen Kurbelwangen sind gleichzeitig die Innenlaufbahn der Hauptlager, die Außenlaufringe sind in das Motorengehäuse eingepresst. Gegenüber der kraftabgebenden Seite ist ein Viskositäts-Schwingungsdämpfer montiert. Der Motor wird mit Druckluft gestartet.

## Daten
Motor MD 871
- Hub  200 mm
- Bohrung  185 mm
- Hubraum  86 Liter
- Dauerleistung bei 1690/min  1840 kW (2500 PS)
- Höchstleistung bei 1800/min  2200 kW (3000 PS)
- Trockengewicht mit Getriebe  7900 kg

Motor MD 872
- Bei gleichen Grunddaten erreicht dieser Motor eine Dauerleistung von 2200 kW bei 1790/min und die Höchstleistung von 2650 kW bei 1900/min.